# Radical de um anel
Na teoria dos anéis, um ramo da matemática, o radical de um anel é um ideal de elementos "não bons" do anel.
O primeiro exemplo de radical foi o nilradical  introduzido por Köthe (1930), baseado na sugestão de Wedderburn (1908). Nos anos seguintes, vários outros radicais foram descobertos, dos quais o exemplo mais importante é o radical Jacobson. A teoria geral dos radicais foi definida independentemente por (Amitsur  1952 , 1954 , 1954b ) e Kurosh (1953).